# Scott Glennie
Scott Glennie (* 22. února 1991 Winnipeg, Manitoba) je bývalý kanadský hokejový útočník.

## Hráčská kariéra

### Brandon Wheat Kings
V roce 2006 byl draftován ve 2. kole celkově 29., týmem Brandon Wheat Kings. Ve své první sezóně v týmu Brandon se stal třetím nejlepším střelcem, když zaznamenal 26 gólů, zatímco v kanadském bodování skončil na pátém místě s 58 body. V playoff vstřelil jeden gól v šesti odehraných zápasech a tým Brandon byl vyřazen v prvním kole playoff.
V jeho druhé sezóně v Brandonu odehrál o patnáct zápasů míň kvůli zranění, nicméně, si zlepšil statistiku z minulé sezóny, a v sezóně 2008/09 zaznamenal 28 gólů a 42 asistencí celkem 70 bodů a opět skončil pátý v klubové statistice. V playoff se stal se spoluhráčem Brayden Schennem nejlepšími hráči v týmu s 18 body za 12 odehraných zápasů. Po sezóně byl draftován v NHL v 1. kole celkově 8., týmem Dallas Stars.
Ve třetí sezóně v týmu Bradon se stal v týmu třetím nejlepším hráčem v bodování a druhým nejlepším nahrávačem, kdy v ročníku zaznamenal 89 bodů z toho 32 gólů a 57 asistencí. V celkovém bodování v lize WHL skončil na desátém místě. V playoff s týmem dokráčeli až do finále konferencí, kdy byli poraženi týmem Calgary Hitmen 1:4 na zápasy.
Na jeho poslední sezónu 2010/11 ve WHL byl v týmu Brandon jmenován alternativním hráčem. Na začátku základní části odešel z týmu spoluhráč Brayden Schenn který byl v minulých dvou sezónách kapitán týmu. V sezóně nasbíral nejvíce bodů v kariéře ve WHL, celkem 91 bodů a opět se stal druhým nejlepším hráčem v týmu a na celkovém místě ve WHL se umístil na devátém místě. V playoff byli vyřazeni v prvním kole.

### Texas Stars
Poté, co se s týmem Brandon Wheat Kings neprobojoval do druhého kola playoff v sezóně 2010/11, se připojil k týmu Texas Stars, stihl odehrát 4 zápasy v základní části a 6 zápasů v playoff, vstřelil svůj první gól v seniorském hokeji. V Texas Stars pokračoval i v dalších letech, neprosadil se v hlavním kádru Dallas Stars. V Texas Stars působil do roku 2015. Během tohoto období byl dlouholetým stabilním hráčem kádru, který nestřídal NHL z AHL ligou. S týmem se jim podařilo vyhrát Calderův pohár, tím si vlastně zajistil prodloužení smlouvy na následující období.

### Dallas Stars
13. července 2010 podepsal tříletou nováčkovskou smlouvou, to ještě působil v juniorském celku Brandon Wheat Kings. Za Dallas Stars odehrál pouze jeden zápas v kariéře, byl povolán na konci základní části 2011/12 proti St. Louis Blues. V zápase se moc neprosadil, odehrál necelých deset minut, ve kterých ani jednou nevystřelil na brankáře a dostal dvě trestné minuty za držení. Po ukončení sezony 2014/15, oznámilo vedení Dalls Stars, že mu neprodlouží smlouvu a stane se tak volným hráčem.

### Manitoba Moose
Po téměř roční pauze od hokeje, při kterém se zotavoval ze zranění, se dohodl na zkoušku s Manitoba Moose. Po úspěšné zkoušce v Moose, se dohodl na jednoletém kontraktu, obnovil tak svoji hráčskou kariéru. Nejlepší zápas odehrál proti Cleveland Monsters, vstřelil dvě branky a na další přihrál, jako jediný posbíral tři kanadské body, pomohl tak k výhře 5:2. Byl zvolen hlavní hvězda zápasu. Manitoba Moose se však neprobojoval do playoff, Scott Glennie další zápasy do své kariéry již nepřidal a ukončil kariéru.

## Ocenění a úspěchy
- 2009 CHL - Top Prospects Game

## Prvenství
- Debut v NHL - 7. dubna 2012 (Dallas Stars proti St. Louis Blues)

## Klubové statistiky
| Sezóna       | Klub                | Soutěž       |     | Základní část | Základní část | Základní část | Základní část | Základní část |    | Play off | Play off | Play off | Play off | Play off |
| Sezóna       | Klub                | Soutěž       | Z   | G             | A             | B             | TM            | Z             | G  | A        | B        | TM       |          |          |
| 2007–08      | Brandon Wheat Kings | WHL          | 61  | 26            | 32            | 58            | 50            | 6             | 1  | 0        | 1        | 7        |          |          |
| 2008–09      | Brandon Wheat Kings | WHL          | 55  | 28            | 42            | 70            | 85            | 12            | 3  | 15       | 18       | 1        |          |          |
| 2009–10      | Brandon Wheat Kings | WHL          | 66  | 32            | 57            | 89            | 50            | 15            | 3  | 7        | 10       | 14       |          |          |
| 2010–11      | Brandon Wheat Kings | WHL          | 70  | 35            | 56            | 91            | 58            | 6             | 3  | 7        | 10       | 6        |          |          |
| 2010–11      | Texas Stars         | AHL          | 4   | 0             | 0             | 0             | 2             | 6             | 1  | 0        | 0        | 2        |          |          |
| 2011–12      | Texas Stars         | AHL          | 70  | 12            | 25            | 37            | 26            | —             | —  | —        | —        | —        |          |          |
| 2011–12      | Dallas Stars        | NHL          | 1   | 0             | 0             | 0             | 2             | —             | —  | —        | —        | —        |          |          |
| 2012–13      | Texas Stars         | AHL          | 37  | 5             | 9             | 14            | 10            | 9             | 0  | 0        | 0        | 8        |          |          |
| 2013–14      | Texas Stars         | AHL          | 50  | 15            | 13            | 28            | 14            | 20            | 6  | 4        | 10       | 18       |          |          |
| 2014–15      | Texas Stars         | AHL          | 69  | 14            | 25            | 39            | 47            | 3             | 1  | 0        | 1        | 0        |          |          |
| 2016–17      | Manitoba Moose      | AHL          | 45  | 7             | 13            | 20            | 34            | —             | —  | —        | —        | —        |          |          |
| Celkem v WHL | Celkem v WHL        | Celkem v WHL | 252 | 121           | 187           | 308           | 183           | 39            | 10 | 29       | 39       | 38       |          |          |
| Celkem v AHL | Celkem v AHL        | Celkem v AHL | 275 | 53            | 85            | 138           | 133           | 38            | 8  | 4        | 12       | 28       |          |          |
| Celkem v NHL | Celkem v NHL        | Celkem v NHL | 1   | 0             | 0             | 0             | 2             | —             | —  | —        | —        | —        |          |          |

## Reprezentace
| Rok                       | Tým                       | Soutěž                    | Z | G | A | B  | TM |
| ------------------------- | ------------------------- | ------------------------- | - | - | - | -- | -- |
| 2008                      | Kanada Western 17         | WHC-17                    | 6 | 4 | 6 | 10 | 2  |
| Juniorská kariéra celkově | Juniorská kariéra celkově | Juniorská kariéra celkově | 6 | 4 | 6 | 10 | 2  |